# Pi Aquarii
Pi Aquarii (π Aqr / π Aquarii) è una stella di magnitudine 4,79 situata nella costellazione dell'Aquario. Ha anche il nome tradizionale di Seat. Dista 782 anni luce dal sistema solare.

## Osservazione
Si tratta di una stella situata nell'emisfero celeste boreale, ma molto in prossimità dell'equatore celeste; ciò comporta che possa essere osservata da tutte le regioni abitate della Terra senza alcuna difficoltà e che sia invisibile soltanto nelle aree più interne del continente antartico. Nell'emisfero nord invece appare circumpolare solo molto oltre il circolo polare artico. La sua magnitudine pari a 4,8 fa sì che possa essere scorta solo con un cielo sufficientemente libero dagli effetti dell'inquinamento luminoso.
Il periodo migliore per la sua osservazione nel cielo serale ricade nei mesi compresi fra fine agosto e dicembre; da entrambi gli emisferi il periodo di visibilità rimane indicativamente lo stesso, grazie alla posizione della stella non lontana dall'equatore celeste.

## Caratteristiche fisiche
La stella è una nana blu probabilmente alla fine della sua permanenza nella sequenza principale, visto che secondo alcuni studi è classificata anche come subgigante. Ha una massa di circa 10 masse solari, e ciò la pone tra le candidate ad esplodere in futuro come supernova.
È una stella Be, e come tale ruota velocemente su se stessa (270 km/s) tanto da essere, come molte della sua classe, schiacciata ai poli con un diametro equatoriale più grande del diametro polare, con le regioni polari sono anche più calde rispetto alle zone equatoriali per via della maggior vicinanza al nucleo stellare. È anche una variabile Gamma Cassiopeiae, la sua rapida rotazione le fa perdere massa a un ritmo 100.000 volte superiore al Sole, massa che forma un disco attorno alla stella; la perdita di massa e il disco instabile fanno variare la sua magnitudine da +4,5 a +4,8.
Osservazioni spettroscopiche rivelano che la stella ha una compagna che orbita in un periodo di 84 giorni, e dovrebbe avere una massa 2-3 volte quella solare.
La magnitudine assoluta di Seat è di -2,85 e la sua velocità radiale positiva indica che la stella si sta allontanando dal sistema solare.